# Dlhé Klčovo
Dlhé Klčovo és un poble i municipi d'Eslovàquia. Es troba a la regió de Prešov, al nord del país.

## Història
La primera referència escrita de la vila data del 1270.

## Demografia
| Godina             | 1994 | 2004   | 2014   | 2024   |
| ------------------ | ---- | ------ | ------ | ------ |
| Nombre de persones | 1354 | 1419   | 1406   | 1347   |
| Diferència         |      | +4,80% | −0,91% | −4,19% |

| Godina             | 2023 | 2024   |
| ------------------ | ---- | ------ |
| Nombre de persones | 1358 | 1347   |
| Diferència         |      | −0,81% |